# Liste des matchs de l'équipe de Nouvelle-Calédonie de football par adversaire
Cette liste présente les matchs de l'équipe de Nouvelle-Calédonie de football par adversaire rencontré. Lorsqu'une rivalité footballistique particulière existe entre la Nouvelle-Calédonie et un autre pays, une page spécifique est parfois proposée.
- Haut – A
- B
- C
- D
- E
- F
- G
- H
- I
- J
- K
- L
- M
- N
- O
- P
- Q
- R
- S
- T
- U
- V
- W
- X
- Y
- Z

## B

### Bulgarie
Confrontations entre la Bulgarie et la Nouvelle-Calédonie :
| Date           | Lieu                      | Match                         | Score | Compétition |
| 8 février 1973 | Nouméa Nouvelle-Calédonie | Nouvelle-Calédonie - Bulgarie | 3 - 5 | Amical      |

Bilan
- Total de matchs disputés : 1
- Victoires de la Bulgarie : 1
- Victoires de la Nouvelle-Calédonie : 0
- Match nul : 0

## E

### Estonie
Confrontations entre l'Estonie et la Nouvelle-Calédonie :
| Date             | Lieu                      | Match                        | Score | Compétition |
| 26 novembre 2017 | Nouméa Nouvelle-Calédonie | Nouvelle-Calédonie - Estonie | 1 - 1 | Amical      |

Bilan
- Total de matchs disputés : 1
- Victoires de l'Estonie : 0
- Victoires de la Nouvelle-Calédonie : 0
- Match nul : 1

## M

### Maurice
Confrontations entre l'île Maurice et la Nouvelle-Calédonie :
| Date         | Lieu          | Match                            | Score | Compétition |
| 21 mars 2019 | Lautoka Fidji | Nouvelle-Calédonie - île Maurice | 1 - 3 | Amical      |

Bilan
- Total de matchs disputés : 1
- Victoires de l'île Maurice : 1
- Victoires de la Nouvelle-Calédonie : 0
- Match nul : 0